# Peter Ambros
Peter Ambros (* 22. Oktober 1948 in Trnava, Tschechoslowakei; † 5. Januar 2018 in Bratislava, Slowakische Republik) war ein slowakisch-deutscher Schriftsteller, Historiker und Übersetzer jüdischer Herkunft.

## Leben
Ambros studierte Soziologie, Geschichte und Judaistik in Bratislava, Jerusalem und Berlin. 1968, nach der Unterdrückung des Prager Frühlings emigrierte Ambros und lebte in Israel, Kanada, Deutschland, nach 1990 in der Tschechoslowakei (in Prag), wieder in Deutschland und schließlich in Bratislava in der Slowakei. 1983–1985 befand sich Ambros auf einem in Studienaufenthalt in Toronto. Danach war er als enger Mitarbeiter von Heinz Galinski für die Presse- und Öffentlichkeitsarbeit der Jüdischen Gemeinde zu Berlin verantwortlich und persönlicher Pressesprecher von H. Galinski. Im April 1999 wurde er Fachdirektor am Jüdischen Museum in Prag, an dem er bis Juni 2001 arbeitete. Anschließend zog er ins sächsische Chemnitz um und wurde dort 2002 Referent des Oberbürgermeisters Peter Seifert und Stellvertreter des Vorsitzenden der Chemnitzer Jüdischen Gemeinde Siegmund Rotstein.
Als freier Publizist veröffentlichte Peter Ambros in Zeitungen und Zeitschriften (u. a. in FAZ, Die Zeit, Der Tagesspiegel, Berliner Zeitung, Die Tageszeitung, Financial Times Deutschland und im Freitag). Er lieferte Funkbeiträge für den Sender Freies Berlin, für RIAS, den Bayerischen Rundfunk, für den Deutschlandfunk und die Deutsche Welle. Für die Jüdischen Kulturtage 1992 in Berlin organisierte er ein Festival zeitgenössischer jüdischer Literatur aus Osteuropa, das in dem Sonderband ex oriente der Literaturzeitschrift Sirene dokumentiert wurde.
Zu Peter Ambros’ erfolgreichsten Arbeiten gehört die Übersetzung von Scholem Alejchems Tewje der milchiker – der literarischen Vorlage des Musical-Welterfolgs Anatevka. Seine Lesung des mehrteiligen Werks Der Milchmann Tewje erschien 2008 auf 8 CDs.
Seit November 2012 lebte Peter Ambros als freier Schriftsteller, Rentner und Doktorand im Bereich Literaturwissenschaft der Philosophischen Fakultät der Komenius-Universität wieder in Bratislava. Er war Mitglied des P.E.N.-Zentrums deutschsprachiger Autoren im Ausland.
Peter Ambros wurde auf dem Jüdischen Friedhof in Trnava begraben.

## Werke

### Bücher (Auswahl)
- Leben vom Blatt gespielt. Eine dramatische Lebenspartitur (= Lesecher … Judentum in Mitteleuropa. Band 2). Thelem Verlag, Dresden 2003, ISBN 3-935712-21-9.
- Abschlußkonzert. Roman. Thelem Verlag, Dresden 2004, ISBN 3-935712-85-5.
- Das wortreiche deutsche Schweigen (= Literaturbibliothek Ariadne). Argument Verlag, Hamburg 2013, ISBN 978-3-88619-492-6.

### Tonträger
- Der Milchmann Tewje, gelesen von Peter Ambros, aus dem Jiddischen übersetzt ins Deutsche von Peter Ambros (Mehrteiliges Werk). Anatewka-Hör-& Buch-Verlag, Chemnitz 2008.

### Übersetzungen und Herausgaben (Auswahl)
- Literatur aus dem jüdischen Osteuropa heute (herausgegeben). Babel-Verlag Hund und Toker, Berlin 1992.
- Finsternis wirft keine Schatten von Arnošt Lustig (übersetzt ins Deutsche). Luchterhand Literaturverlag, München 1994; dtv Verlagsgesellschaft, München 1997 (ungekürzte Ausgabe).
- Minimax von Vlastimil Třešňák (übersetzt ins Deutsche). Vitalis-Verlag, Prag 1997.
- Die Probe von Arnošt Goldflam (übersetzt ins Deutsche zusammen mit Wolf Spitzbardt). Literaturverlag Větrné Mlýny, Brünn 1999.
- Golems leiser Atem. Zeitgenössische jüdische Autoren aus Böhmen, Mähren und der Slowakei (übersetzt ins Deutsche und herausgegeben). Gollenstein, Blieskastel 2001.